# Ropalce
Ropalce (macedónul: Ропалце, albánul Ropalca) település Észak-Macedóniában, a Északkeleti körzetben, Lipkovo községben.

## Népesség
| Lakosok száma | 516  | 602  | 685  | 815  | 923  | 4    | 1060 | 1373 | 1212 |
|               | 1948 | 1953 | 1961 | 1971 | 1981 | 1991 | 1994 | 2002 | 2021 |

- 2002-ben 1373 lakosa volt, akik közül 1355 albán, 7 szerb, 1 macedón és 10 egyéb.